# Libra de Oceanía
La libra de Oceanía fue una moneda emitida por el gobierno de ocupación japonés durante el período de 1942 a 1945, en el marco de la Segunda Guerra Mundial. Circuló en los territorios australianos y colonias británicas de Islas Gilbert y Ellice, Islas Salomón, Nauru y Nueva Guinea.

## Monedas
No se emitieron monedas para ninguno de los territorios ocupados, los cuales siguieron utilizando las mismas piezas que circulaban antes de la ocupación japonesa.

## Billetes
Se emitieron billetes de medio chelín (6 peniques), 1 chelín, 10 chelines y 1 libra. Todos los billetes estaban estampados con las letras "OA" y tenían el título "The Japanese Government" (El Gobierno Japonés), el valor y la postal de una costa con cocoteros.